# شهرستان کنجژن-کوژله
شهرستان کنجژن-کوژله (به لهستانی: Powiat Kędzierzyn-Koźle) یک شهرستان در لهستان است که در استان اوپوله واقع شده‌است. شهرستان کنجژن-کوژله ۶۲۵٫۲۸ کیلومتر مربع مساحت و ۱۰۲٬۱۱۸ نفر جمعیت دارد.